# Luci Flavi (cavaller)
Luci Flavi (en llatí Lucius Flavius) va ser un cavaller i comerciant romà probablement sicilià o que vivia a Sicília.
Va aportar diverses proves en contra de l'actuació Verres l'any 70 aC. Probablement és el mateix Luci Flavi que es menciona com a procurator, és a dir agent o administrador, de Gai Matrini a Sicília.